# Непрошеная повесть
«Непрошеная повесть» (яп. とわずがたり товадзу гатари) — автобиографическое произведение, созданное на рубеже XIII—XIV вв. придворной дамой по имени Нидзё. Относится к жанру дневниково-мемуарной литературы.

## Об авторе
Нидзё родилась в 1258 году. Принадлежала к знатному роду. С детства росла и служила при дворе, там же получила имя Нидзё (настоящее имя неизвестно). В возрасте четырнадцати лет стала наложницей императора Го-Фукакусы и на протяжении долгих лет была его фавориткой. Имела связи со многими мужчинами помимо «бывшего императора»: с возлюбленным по имени Юки-но Акэбоно, который был её другом детства, с настоятелем храма Добра и Мира, с министром Коноэ, государем Камэяма, причём о некоторых её связях Император Го-Фукакуса знал и даже сам устраивал встречи. У Нидзё было четверо детей: сын от государя, который умер, когда Нидзё было немногим более шестнадцати лет, дочь от Акэбоно, отданная на воспитания из страха перед гневом Го-Фукакусы, и два сына от настоятеля, один из которых был объявлен мёртвым и отдан в другую семью во избежание слухов, а второй втайне воспитывался Нидзё. Постепенно государь Го-Фукакуса охладел к возлюбленной, и она отдалилась от двора. В возрасте тридцати двух лет постриглась в буддийские монахини, много лет провела в странствиях, а на склоне жизни создала «Непрошеную повесть».

## Структура
Состоит из пяти свитков, первые три рассказывают о придворной жизни Нидзё, последние два — о её жизни спустя четыре года в роли буддийской монахини. Некоторые части пятого свитка отсутствуют, конец произведения также не дошёл до наших дней.

## Сюжет

### Свиток первый
Юная девушка Нидзё приехала со службы во дворце в родной дом. Той же ночью в своих покоях обнаружила государя Го-Фукакусу. Государь клялся в любви и принудил Нидзё к интимной связи. В то же время возлюбленный и друг детства Юки-но Акэбоно (Санэканэ Сайондзи) отправил ей послание, выражающее опасение, что Нидзё отдаст сердце другому. Осознав, что испытывает ответные чувства к государю, Нидзё решила вернуться на службу. Спустя некоторое время от болезни скончался отец Нидзё и она возвращается домой, будучи беременной от государя. Акэбоно снова начал посещать её и у них завязалась интимная связь, за которую Нидзё себя корила. Она вернулась во дворец и родила сына, вскоре обнаружив, что опять беременна — на этот раз от Акэбоно. Когда приблизилось время родов, Нидзё, сославшись на болезнь, вернулась в родной дом, где в тайне ото всех родила дочь и отдала её Акэбоно. Вскоре умер сын Нидзё от государя, что вынуждает её вернуться во дворец и страдать от тоски по Акэбоно.

### Свиток второй
В начале рассказывается о празднике варёного риса, и обычае «ударов мешалкой», когда вельможи во главе с государем били дам. Нидзё сговорилась с придворной дамой и избила Го-Фукакусу. Над ней был устроен шутливый суд: государю должны были заплатить выкуп все покровители Нидзё, включая его самого. В третью луну проходила служба поминовения одного из прежних императоров, для отправления которой прибыл настоятель храма Добра и Мира. Оставшись по завершении наедине с Нидзё, настоятель признался ей в любви, но она убежала. Во дворец прибыл брат Го-Фукакусы, государь Камэяма и стал писать Нидзё любовные послания. Настоятель продолжал слать письма, и в итоге хитростью заставил Нидзё отдаться ему, а после продолжал отправлять страстные послания и искать встречи. Нидзё игнорировала его и настоятель прислал гневное письмо, оборвав на время связь. Во время дворцового спектакля по одной из сцен «Повести о Гэндзи» Нидзё пытаются пересадить на более низкое место относительно изначального. Оскорбившись, она покидает дворец и срывает спектакль. Нидзё начала задумываться о постриге в монахини, но узнавший об этом государь убеждает её остаться в миру и вернуться во дворец. Ко двору прибыл министр Коноэ, также выразивший Нидзё свою любовь. Го-Фукакуса услышал это и заставил Нидзё уединиться с министром.

### Свиток третий
Героиня все сильнее жаждет уйти от мира. Во дворец прибыл настоятель. Оставшись наедине с Нидзё упрекает её, что слышит прибывший в это время Го-Фукакуса. Государь решил, что Нидзё не следует быть суровой с настоятелем и устраивает им встречи. После отъезда настоятеля Го-Фукакуса сообщил Нидзё, что видел странный сон, в котором настоятель подарил Нидзё молитвенный жезл. Вскоре Нидзё поняла, что беременна. Государь обещал сам воспитать ребёнка, но из-за слухов его пришлось отдать в другую семью и объявить, что младенец появился на свет мёртвым. Спустя время настоятель заболевает и умирает. Смерть возлюбленного — новый повод для отчаяния героини. Она решила затвориться в храме, но беременность от недавно умершего возлюбленного меняет её планы. Втайне ото всех она родила мальчика и воспитывала его. Нидзё отозвали из дворца, она уехала жить в храм Гион. Прошло больше года, Нидзё вызвали на большой праздник во дворец, и ей пришлось ехать. После праздника государь неожиданно написал ей письмо с признанием, что не смог её забыть.

### Свиток четвёртый
Нидзё постриглась в монахини и покинула дворец. Отправившись в странствие, грустила при разлуке с родными местами, тосковала по дворцу, государю, прошлой жизни. В путешествии встречалась с разными людьми и обменивалась с ними стихами, посещала храмы. Столкнулась с жизнью в глуши, общалась с отшельником, видела, как один сёгун сменяется другим, участвовала в жизни камакурской знати. Шло время и Нидзё вернулась домой, оттуда отправилась в Нара, а затем в столицу. Во время посещения храма Хатимана узнала, что туда же прибыл государь Го-Фукакуса. Они встретились, поговорили о былом. Выяснилось, что государь тоже принял постриг. Нидзё на некоторое время удалилась в храм, после чего отправилась в синтоистское святилище. Затем вновь отправилась в странствие, посещала храмы. В одном из святых мест Нидзё опять встретила государя. Они вели длинные беседы, а затем расстались.

### Свиток пятый
Нидзё отправилась в путешествие морем. В краю Бинго столкнулась с покинувшими мир девами веселья, размышляла об их нелёгкой доле. В другом месте узнала о жестокости самурая, в доме которого она остановилась, по отношению к простым людям. Когда она уехала и остановилась в доме его брата, самурай потребовал вернуть её и назвал своей служанкой. Конфликт удалось решить, и Нидзё покинула этот край. Вернувшись в столицу, узнала, что государыня захворала и вскоре скончалась. В том же году заболел государь Го-Фукакуса. С помощью Акэбоно Нидзё удалось мельком увидеть государя, а на следующий день он скончался. Нидзё, желая ещё хоть раз увидеть любимого, отправилась на похороны, но сбилась с пути, и по прибытии увидела лишь дым погребального костра. Она вновь удалилась в храм. На протяжении всего свитка она грустит о том, что боги не забрали её жизнь вместо жизни государя, размышляет о бренности жизни и неотвратимости судьбы. На склоне лет она осталась ни с чем, ей не хватало денег на пропитание. Она поняла, сколь бесполезны земные ценности. Днями и ночами Нидзё молилась о душе государя. Посетила могилу отца, после чего ей приснился сон, в котором отец рассказал, что их предки были талантливыми поэтами, и напоследок велел слагать стихи и ей, и тогда признание не минует её. С тех пор Нидзё стала усердно сочинять стихотворения-танка. На годовщину смерти государя она посетила его могилу. Затем встретилась с государыней Югимонъин, которую стала часто навещать. Продолжила горевать по государю. В конце свитка монахиня Нидзё размышляет о превратностях судьбы и признаётся, что делать это в одиночестве невыносимо, а потому она отправляется странствовать и пишет «Непрошеную повесть», хоть и не надеется, что она сохранится. На этом месте рукопись отрезана, что написано дальше — неизвестно.

## Особенности произведения
«Непрошеная повесть» сочетает в себе классические литературные традиции и новизну. Для японской литературы предыдущего периода характерна лиричность, глубокое раскрытие душевных переживаний героев, что можно наблюдать и в «Непрошеной повести». Кроме того, Нидзё использует множество аллюзий на известные японские и китайские произведения, что являлось частью «литературного этикета», как и использование устойчивых фраз и постоянных эпитетов. Как было принято и в прежние времена, Нидзё уделяет внимание описанию нарядов придворных, практически не описывая внешность: наряд был символом статуса, положения при дворе, играл важную роль в жизни аристократов. Нидзё широко изображает окружающий её мир, показывает истинные нравы, царившие при дворе, что было недопустимо ранее. Показывает политические реалии страны, соперничество двух государей, правительство самураев, обладавших реальной властью. Авторы прежних лет позволяли себе лишь положительное описание двора и императорской семьи, потому «Непрошенная повесть» нарушает многие каноны. Кроме того, Нидзё поднимает такие темы, как жестокость самураев к подчинённым, тяжёлая участь «дев веселья», нелёгкая жизнь простых людей, что является абсолютно новаторским для японской литературы того периода.

## Традиционная японская эстетика в «Непрошеной повести»
В период, в который была написана «Непрошеная повесть», традиционная эстетика владела умами аристократии, и являлась важной частью мировоззрения людей, найдя отражение в литературе. Все пять свитков пронизаны такими эстетическими принципами, как моно-но аварэ, макото, мудзё.
Моно-но аварэ (яп.: 物の哀れ，もののあわれ) — печальное очарование вещей, умение найти особую красоту в каждом предмете или явлении. Принцип моно-но аварэ сложился под влиянием синтоистского мировоззрения, по которому именно в красоте выражалась божественная сущность мира. Нидзё, как представитель аристократического сословия, с юных лет воспитывалась на поэзии и прозе предыдущих лет, в которых на тот момент уже была сильна данная эстетическая категория. Повесть пестрит сценами любования природой, окружением, нарядами или действиями людей. Любование луной или алыми листьями клёна — традиционные образы, встречающиеся из произведения в произведение. Так Нидзё отдает дань «литературному этикету».
Под влиянием буддийского мировоззрения сформировался принцип мудзё (яп.: 無常，むじょう), представляющий собой бренность и быстротечность всего в мире. Мотив изменчивости пронизывает «Непрошеную повесть» и усиливается с каждым свитком. Типичный пример — сравнение недолговечности жизни с каплями росы на траве. На протяжении повести многократно упоминается непостоянство как закон бренного мира. По мере того, как один за другим умирают возлюбленные героини, она всё острее ощущает хрупкость всего того, что её окружает. При этом любование недолговечным и текучим миром, природой, в которой одно время года сменяет другое, начавшими увядать хризантемами — также часть традиционной эстетики. Она находит воплощение в принципе «мудзё-но аварэ», или «печальное очарование мимолётности».
Вся повесть пронизана ещё одним эстетическим принципом — принципом макото (яп.: まこと), центром японской литературы и искусства. Макото — та истинная суть вещей, в которую автор должен был проникнуть и воплотить её в своем произведении. Причём делать это не прямо, а с помощью художественных приёмов. От поэта или писателя требовалось описывать правду, но при этом макото — это не только истинность вещей и явлений, но и искренность эмоций. Это встречается в стихотворениях-танка, которыми Нидзё обменивается с возлюбленными, родными и знакомыми людьми. В посланиях она передаёт свои чувства (например, сомнения, переживания, тоску) посредством сравнений, устойчивых выражений, иносказаний.

## Рукописи
Оригинальных рукописей не сохранилось, как и копий периода жизни Нидзё. Обнаруженная в 1940 году рукопись была копией, созданной неизвестным переписчиком в XVII веке. Даже эта копия была обнаружена случайно: она находилась в дворцовом книгохранилище среди старинных рукописей, не имеющих отношения к изящной словесности. При этом политическая обстановка в Японии сороковых годов XX века не располагала к публикациям такого рода, поэтому опубликована книга была только в шестидесятых годах.